# Ecdyonurus angelieri
Ecdyonurus angelieri is een haft uit de familie Heptageniidae. De wetenschappelijke naam van de soort is voor het eerst geldig gepubliceerd in 1968 door Thomas.
De soort komt voor in het Palearctisch gebied.